# 富德 (繙譯進士)
富德（？年—？年），滿洲正黃旗常寧佐領人。清朝政治人物。

## 經歷
乾隆十七年（1752年）壬申繙譯科進士。授翰林院侍講學士。
十九年（1754年）：二月，以侍講學士差派提督山東學政。授內閣學士兼禮部侍郎銜。
二十五年（1760年）：四月，以內閣學士充庚辰科會試中式試卷覆勘官；五月，充殿試讀卷官。
二十八年（1763年）：四月，充癸未科會試中式試卷磨勘官。
三十年（1765年）：六月二十八日，遷盛京兵部侍郎。
三十一年（1766年）：十月，奏報盛京老邊等十三站地畝遭災，勘明受災田地數目，將應免徵、應緩徵錢糧的情形造冊查核；十一月，為了充實倉穀，奏請將盛京丈量得出剩餘耕地一半徵銀、一半改徵粟米，則三四年後徵得米石即足夠補充倉額，戶部會議認可實行。
三十五年（1770年）：十月，前往扎薩克致祭。
三十六年（1771年）：三月十四日休致。